# Список главных тренеров сборной Украины по футболу
Ниже представлен список главных тренеров сборной команды Украины по футболу, их статистика и достижения во главе команды.
Федерация футбола Украины была создана 13 декабря 1991 года. Первый матч сборная Украины провела 29 апреля 1992 года против Венгрии. Первым тренером украинской сборной стал Виктор Прокопенко. За всю историю сборной Украины у неё было 14 главных тренеров. Также восемь раз сборной руководили исполняющие обязанности главного тренера. Сборная Украины — единственная из сборных стран бывшего СССР, где пост главного тренера не занимал специалист, являющийся гражданином другой страны.
Самым успешным тренером был Олег Блохин, при котором сборная Украины пробилась в финальную часть чемпионата мира 2006 года с первого места в своей отборочной группе, где дошла до четвертьфинала. Также он руководил украинской сборной на «домашнем» чемпионате Европы 2012 года. Блохин дольше всех пробыл главным тренером сборной Украины (в суммарном выражении).
Достаточно успешным тренером был и Андрей Шевченко, занявший со сборной Украины первое место в отборочной группе, что позволило пройти в финальную часть чемпионата Европы 2020 года, где команды также дошла до четвертьфинала. Под руководством Андрея Шевченко сборная Украины также успешно выступила в Лиге наций УЕФА в сезоне 2018/2019 годов, и по результатам выступления смогла повыситься в классе до Лиги A. Андрей Шевченко является вторым по продолжительности пребывания у руля команды главным тренером сборной Украины и первым по непрерывному сроку.

## Список тренеров
Данные откорректированы по состоянию на 10 июня 2025 года
  - исполняющие обязанности главного тренера
| №     | Тренер                         | Фото           | Начало работы    | Окончание работы | И  | В  | Н  | П     | % В                                                                            | Турниры (достижения) | Прим.                                     |
| ----- | ------------------------------ | -------------- | ---------------- | ---------------- | -- | -- | -- | ----- | ------------------------------------------------------------------------------ | --- | ----------------------------------------- |
| 1     | Виктор Прокопенко              |                | 3 марта 1992     | 16 сентября 1992 | 3  | 0  | 1  | 2     | 0,00                                                                           | Товарищеские матчи | [ 3 ] [ 4 ]                               |
| и. о. | Николай Павлов Леонид Ткаченко |                | 26 октября 1992  | 28 октября 1992  | 1  | 0  | 1  | 0     | 0,00                                                                           | Товарищеский матч | [ a 1 ] [ 3 ] [ 5 ] [ 6 ]                 |
| и. о. | Николай Павлов Леонид Ткаченко |                | 26 октября 1992  | 28 октября 1992  | 1  | 0  | 1  | 0     | 0,00                                                                           | Товарищеский матч | [ a 1 ] [ 3 ] [ 5 ] [ 6 ]                 |
| 2     | Олег Базилевич                 |                | 12 ноября 1992   | 21 сентября 1994 | 11 | 4  | 3  | 4     | 36,36                                                                          | ЧЕ-1996 (отбор): 5-6-е место в группе (после 1-го матча) | [ 5 ] [ 8 ] [ 9 ]                         |
| и. о. | Николай Павлов                 |                | 9 сентября 1994  | 13 сентября 1994 | 2  | 0  | 0  | 2     | 0,00                                                                           | Товарищеские матчи | [ a 2 ] [ 10 ] [ 11 ]                     |
| и. о. | Йожеф Сабо                     |                | 24 сентября 1994 | 13 ноября 1994   | 2  | 1  | 1  | 0     | 50,00                                                                          | ЧЕ-1996 (отбор): 4-е место в группе (после 3-х матчей) | [ 9 ] [ 12 ] [ 13 ]                       |
| 3     | Анатолий Коньков               |                | 5 января 1995    | 8 декабря 1995   | 7  | 3  | 0  | 4     | 42,86                                                                          | ЧЕ-1996 (отбор): 4-е место в группе | [ 3 ] [ 5 ] [ 12 ] [ 14 ] [ 15 ]          |
| 4     | Йожеф Сабо                     |                | 27 декабря 1995  | 31 декабря 1999  | 32 | 15 | 11 | 6     | 46,88                                                                          | ЧМ-1998 (отбор): 2-е место в группе, поражение в плей-офф ЧЕ-2000 (отбор): 2-е место в группе, поражение в плей-офф                                                                                                 | [ 16 ] [ 13 ] [ 17 ]                      |
| 5     | Валерий Лобановский            |                | 2 марта 2000     | 15 ноября 2001   | 18 | 6  | 7  | 5     | 33,33                                                                          | ЧМ-2002 (отбор): 2-е место группе, поражение в плей-офф | [ 18 ] [ 19 ] [ 20 ]                      |
| 6     | Леонид Буряк                   |                | 14 декабря 2001  | 10 сентября 2003 | 19 | 5  | 6  | 8     | 26,32                                                                          | ЧЕ-2004 (отбор): 3-е место группе | [ 21 ] [ 22 ] [ 23 ]                      |
| 7     | Олег Блохин                    |                | 18 сентября 2003 | 6 декабря 2007   | 46 | 21 | 14 | 11    | 45,65                                                                          | ЧМ-2006 (отбор): 1-е место в группе ЧМ-2006: четвертьфинал ЧЕ-2008 (отбор): 4-е место в группе | [ 24 ] [ 25 ]                             |
| 8     | Алексей Михайличенко           |                | 11 января 2008   | 30 ноября 2009   | 21 | 12 | 5  | 4     | 57,14                                                                          | ЧМ-2010 (отбор): 2-е место в группе, поражение в плей-офф | [ 26 ] [ 27 ] [ 28 ]                      |
| 9     | Мирон Маркевич                 |                | 1 февраля 2010   | 25 августа 2010  | 4  | 3  | 1  | 0     | 75,00                                                                          | Товарищеские матчи | [ 29 ] [ 30 ] [ 31 ] [ 32 ] [ 33 ] [ 34 ] |
| и. о. | Юрий Калитвинцев               |                | 25 августа 2010  | 21 апреля 2011   | 8  | 1  | 5  | 2     | 12,50                                                                          | Товарищеские матчи | [ 35 ] [ 34 ] [ 36 ]                      |
| 10    | Олег Блохин                    |                | 21 апреля 2011   | 16 октября 2012  | 18 | 7  | 3  | 8     | 38,89                                                                          | ЧЕ-2012: 3-е место в группе ЧМ-2014 (отбор): 4-е место в группе (после 1-го матча) | [ 37 ] [ 24 ] [ 38 ]                      |
| и. о. | Андрей Баль                    |                | 6 октября 2012   | 16 октября 2012  | 2  | 0  | 1  | 1     | 0,00                                                                           | ЧМ-2014 (отбор): 5-е место в группе (после 3-х матчей) | [ 39 ] [ 40 ] [ 41 ]                      |
| и. о. | Александр Заваров              |                | 12 ноября 2012   | 14 ноября 2012   | 1  | 1  | 0  | 0     | 100,00                                                                         | Товарищеский матч | [ 42 ] [ 43 ]                             |
| 11    | Михаил Фоменко                 |                | 26 декабря 2012  | 23 июня 2016     | 37 | 24 | 6  | 7     | 64,86                                                                          | ЧМ-2014 (отбор): 2-е место в группе, поражение в плей-офф ЧЕ-2016 (отбор): 3-е место в группе, победа в плей-офф ЧЕ-2016: 4-е место в группе                                                                        | [ 44 ] [ 45 ] [ 46 ]                      |
| 12    | Андрей Шевченко                |                | 15 июля 2016     | 30 июля 2021     | 51 | 25 | 13 | 13    | 49,02                                                                          | ЧМ-2018 (отбор): 3-е место в группе ЛН-2018/19: 1-е место в группе ЧЕ-2020 (отбор): 1-е место в группе ЛН-2020/21: 4-е место в группе ЧМ-2022 (отбор): 2-е место в группе (после 3-х матчей) ЧЕ-2020: четвертьфинал | [ 47 ] [ 48 ] [ 49 ]                      |
| и. о. | Александр Петраков             |                | 18 августа 2021  | 17 ноября 2021   | 7  | 2  | 5  | 0     | 28,57                                                                          | ЧМ-2022 (отбор): выход в плей-офф | [ 50 ] [ 51 ]                             |
| 13    | Александр Петраков             | 17 ноября 2021 | 31 декабря 2022  | 8                | 4  | 2  | 2  | 50,00 | ЧМ-2022 (плей-офф отбора): поражение в плей-офф ЛН-2022/23: 2-е место в группе | [ 52 ] [ 51 ] [ 53 ] |                                           |
| и. о. | Руслан Ротань                  |                | 28 февраля 2023  | 7 июня 2023      | 1  | 0  | 0  | 1     | 0,00                                                                           | ЧЕ-2024 (отбор): 4-е место в группе (после 1-го матча) | [ 54 ] [ 55 ]                             |
| 14    | Сергей Ребров                  |                | 7 июня 2023      | н.в.             | 26 | 12 | 7  | 7     | 46,15                                                                          | ЧЕ-2024 (отбор): 3-е место в группе, победа в плей-офф ЧЕ-2024: 4-е место в группе ЛН-2024/25: 2-е место в группе, поражение в плей-офф                                                                             | [ 56 ] [ 57 ]                             |

Комментарии
1. ↑  На заседании тренерского совета 16 октября 1992 года большинством голосов (7) был поддержано предложение о назначении Анатолия Конькова на должность главного тренера вместо Виктора Прокопенко. Полномочия Конькова в должности предстояло утвердить на исполкоме ФФУ 1 декабря 1992 года. Но через 2 дня после своего избрания Коньков отказался от назначения из-за недовольства проведением матча Украина — Белоруссия. После отказа Конькова, сборную команду временно возглавил тандем тренеров Николай Павлов и Леонид Ткаченко.
2. ↑  Олег Базилевич оставался главным тренером сборной команды, однако руководство ФФУ не дало ему разрешение лететь на матч против сборной Кореи, поскольку хотела услышать от него отчет о проделанной работе. И. о. главного тренера был назначен Николай Павлов, помогать ему согласился Владимир Мунтян.

## Статистика

### По турнирам
Данные откорректированы по состоянию на 10 июня 2025 года
| М | количество сыгранных матчей | В | количество выигранных матчей | П | количество проигранных матчей | Н | количество ничьих |

| Тренер/и. о.                   | Всего матчей | Товарищеские матчи | Товарищеские матчи | Товарищеские матчи | Товарищеские матчи | Лига наций УЕФА | Лига наций УЕФА | Лига наций УЕФА | Лига наций УЕФА | Отбор на чемпионат Европы | Отбор на чемпионат Европы | Отбор на чемпионат Европы | Отбор на чемпионат Европы | Чемпионат Европы | Чемпионат Европы | Чемпионат Европы | Чемпионат Европы | Отбор на чемпионат мира | Отбор на чемпионат мира | Отбор на чемпионат мира | Отбор на чемпионат мира | Чемпионат мира | Чемпионат мира | Чемпионат мира | Чемпионат мира |
| Тренер/и. о.                   | Всего матчей | М                  | В                  | Н                  | П                  | М               | В               | Н               | П               | М                         | В                         | Н                         | П                         | М                | В                | Н                | П                | М                       | В                       | Н                       | П                       | М              | В              | Н              | П              |
| ------------------------------ | ------------ | ------------------ | ------------------ | ------------------ | ------------------ | --------------- | --------------- | --------------- | --------------- | ------------------------- | ------------------------- | ------------------------- | ------------------------- | ---------------- | ---------------- | ---------------- | ---------------- | ----------------------- | ----------------------- | ----------------------- | ----------------------- | -------------- | -------------- | -------------- | -------------- |
| Виктор Прокопенко              | 3            | 3                  | 0                  | 1                  | 2                  | —               | —               | —               | —               | —                         | —                         | —                         | —                         | —                | —                | —                | —                | —                       | —                       | —                       | —                       | —              | —              | —              | —              |
| Николай Павлов Леонид Ткаченко | 1            | 1                  | 0                  | 1                  | 0                  | —               | —               | —               | —               | —                         | —                         | —                         | —                         | —                | —                | —                | —                | —                       | —                       | —                       | —                       | —              | —              | —              | —              |
| Олег Базилевич                 | 11           | 10                 | 4                  | 3                  | 3                  | —               | —               | —               | —               | 1                         | 1                         | 0                         | 0                         | —                | —                | —                | —                | —                       | —                       | —                       | —                       | —              | —              | —              | —              |
| Николай Павлов                 | 2            | 2                  | 0                  | 0                  | 2                  | —               | —               | —               | —               | —                         | —                         | —                         | —                         | —                | —                | —                | —                | —                       | —                       | —                       | —                       | —              | —              | —              | —              |
| Йожеф Сабо (первый период)     | 2            | —                  | —                  | —                  | —                  | —               | —               | —               | —               | 2                         | 1                         | 1                         | 0                         | —                | —                | —                | —                | —                       | —                       | —                       | —                       | —              | —              | —              | —              |
| Анатолий Коньков               | 7            | —                  | —                  | —                  | —                  | —               | —               | —               | —               | 7                         | 3                         | 0                         | 4                         | —                | —                | —                | —                | —                       | —                       | —                       | —                       | —              | —              | —              | —              |
| Йожеф Сабо (второй период)     | 32           | 8                  | 4                  | 2                  | 2                  | —               | —               | —               | —               | 12                        | 5                         | 6                         | 1                         | —                | —                | —                | —                | 12                      | 6                       | 3                       | 3                       | —              | —              | —              | —              |
| Валерий Лобановский            | 18           | 6                  | 2                  | 1                  | 3                  | —               | —               | —               | —               | —                         | —                         | —                         | —                         | —                | —                | —                | —                | 12                      | 4                       | 6                       | 2                       | —              | —              | —              | —              |
| Леонид Буряк                   | 19           | 11                 | 3                  | 2                  | 6                  | —               | —               | —               | —               | 8                         | 2                         | 4                         | 2                         | —                | —                | —                | —                | —                       | —                       | —                       | —                       | —              | —              | —              | —              |
| Олег Блохин (первый период)    | 46           | 17                 | 7                  | 7                  | 3                  | —               | —               | —               | —               | 12                        | 5                         | 2                         | 5                         | —                | —                | —                | —                | 12                      | 7                       | 4                       | 1                       | 5              | 2              | 1              | 2              |
| Алексей Михайличенко           | 21           | 9                  | 6                  | 1                  | 2                  | —               | —               | —               | —               | —                         | —                         | —                         | —                         | —                | —                | —                | —                | 12                      | 6                       | 4                       | 2                       | —              | —              | —              | —              |
| Мирон Маркевич                 | 4            | 4                  | 3                  | 1                  | 0                  | —               | —               | —               | —               | —                         | —                         | —                         | —                         | —                | —                | —                | —                | —                       | —                       | —                       | —                       | —              | —              | —              | —              |
| Юрий Калитвинцев               | 8            | 8                  | 3                  | 3                  | 2                  | —               | —               | —               | —               | —                         | —                         | —                         | —                         | —                | —                | —                | —                | —                       | —                       | —                       | —                       | —              | —              | —              | —              |
| Олег Блохин (второй период)    | 18           | 14                 | 6                  | 2                  | 6                  | —               | —               | —               | —               | —                         | —                         | —                         | —                         | 3                | 1                | 0                | 2                | 1                       | 0                       | 1                       | 0                       | —              | —              | —              | —              |
| Андрей Баль                    | 2            | —                  | —                  | —                  | —                  | —               | —               | —               | —               | —                         | —                         | —                         | —                         | —                | —                | —                | —                | 2                       | 0                       | 1                       | 1                       | —              | —              | —              | —              |
| Александр Заваров              | 1            | 1                  | 1                  | 0                  | 0                  | —               | —               | —               | —               | —                         | —                         | —                         | —                         | —                | —                | —                | —                | —                       | —                       | —                       | —                       | —              | —              | —              | —              |
| Михаил Фоменко                 | 37           | 13                 | 10                 | 3                  | 0                  | —               | —               | —               | —               | 12                        | 7                         | 2                         | 3                         | 3                | 0                | 0                | 3                | 9                       | 7                       | 1                       | 1                       | —              | —              | —              | —              |
| Андрей Шевченко                | 51           | 16                 | 7                  | 6                  | 3                  | 9               | 5               | 0               | 4               | 8                         | 6                         | 2                         | 0                         | 5                | 2                | 0                | 3                | 13                      | 5                       | 5                       | 3                       | —              | —              | —              | —              |
| Александр Петраков             | 15           | 2                  | 0                  | 2                  | 0                  | 6               | 3               | 2               | 1               | —                         | —                         | —                         | —                         | —                | —                | —                | —                | 7                       | 3                       | 3                       | 1                       | —              | —              | —              | —              |
| Руслан Ротань                  | 1            | —                  | —                  | —                  | —                  | —               | —               | —               | —               | 1                         | 0                         | 0                         | 1                         | —                | —                | —                | —                | —                       | —                       | —                       | —                       | —              | —              | —              | —              |
| Сергей Ребров                  | 26           | 6                  | 2                  | 2                  | 2                  | 8               | 3               | 2               | 3               | 9                         | 6                         | 2                         | 1                         | 3                | 1                | 1                | 1                | —                       | —                       | —                       | —                       | —              | —              | —              | —              |

### По продолжительности пребывания на посту главного тренера
Рекордсменом по продолжительности пребывания на посту главного тренера сборной Украины является Олег Блохин. Суммарно, учитывая оба периода его работы, он занимал эту должность 2084 дня. Ниже приведена таблица с указанием продолжительностей работы главных тренеров «жёлто-синих», в порядке её уменьшения.
Данные откорректированы по состоянию на 10 июня 2025 года
| №  | Тренер               | Количество дней | Продолжительность        | Период работы                                                        |
| -- | -------------------- | --------------- | ------------------------ | -------------------------------------------------------------------- |
| 1  | Олег Блохин          | 2084            | 5 лет 8 месяцев 13 дней  | 18 сентября 2003 — 6 декабря 2007 21 апреля 2011 — 16 октября 2012   |
| 2  | Андрей Шевченко      | 1842            | 5 лет 16 дней            | 15 июля 2016 — 30 июля 2021                                          |
| 3  | Йожеф Сабо           | 1517            | 4 года 1 месяц 26 дней   | 24 сентября 1994 — 13 ноября 1994 27 декабря 1995 — 31 декабря 1999  |
| 4  | Михаил Фоменко       | 1276            | 3 года 5 месяцев 28 дней | 26 декабря 2012 — 23 июня 2016                                       |
| 5  | Сергей Ребров        | 735             | 2 года 4 дня             | 7 июня 2023 — н.в.                                                   |
| 6  | Алексей Михайличенко | 690             | 1 год 10 месяцев 20 дней | 11 января 2008 — 30 ноября 2009                                      |
| 7  | Олег Базилевич       | 679             | 1 год 10 месяцев 10 дней | 12 ноября 1992 — 21 сентября 1994                                    |
| 8  | Леонид Буряк         | 636             | 1 год 8 месяцев 28 дней  | 14 декабря 2001 — 10 сентября 2003                                   |
| 9  | Валерий Лобановский  | 624             | 1 год 8 месяцев 14 дней  | 2 марта 2000 — 15 ноября 2001                                        |
| 10 | Александр Петраков   | 501             | 1 год 4 месяца 14 дней   | 18 августа 2021 — 17 ноября 2021 17 ноября 2021 — 31 декабря 2022    |
| 11 | Анатолий Коньков     | 338             | 11 месяцев 4 дня         | 5 января 1995 — 8 декабря 1995                                       |
| 12 | Юрий Калитвинцев     | 240             | 7 месяцев 28 дней        | 25 августа 2010 — 21 апреля 2011                                     |
| 13 | Мирон Маркевич       | 206             | 6 месяцев 25 дней        | 1 февраля 2010 — 25 августа 2010                                     |
| 14 | Виктор Прокопенко    | 198             | 6 месяцев 14 дней        | 3 марта 1992 — 16 сентября 1992                                      |
| 15 | Руслан Ротань        | 100             | 3 месяца 27 дней         | 28 февраля 2023 — 7 июня 2023                                        |
| 16 | Андрей Баль          | 11              | 11 дней                  | 6 октября 2012 — 16 октября 2012                                     |
| 17 | Николай Павлов       | 8               | 8 дней                   | 26 октября 1992 — 28 октября 1992 9 сентября 1994 — 13 сентября 1994 |
| 18 | Александр Заваров    | 3               | 3 дня                    | 12 ноября 2012 — 14 ноября 2012                                      |
| 19 | Леонид Ткаченко      | 3               | 3 дня                    | 26 октября 1992 — 28 октября 1992                                    |